# Nikita Kryłow
Nikita Andrejewicz Kryłow (ur. 7 marca 1992 w Chrustalnym) – rosyjski zawodnik mieszanych sztuk walki (MMA) wagi półciężkiej oraz ciężkiej pochodzenia ukraińskiego. W latach 2013–2016 związany z amerykańską organizacją UFC, w której walczy ponownie od 2018 roku. Walczył również dla rosyjskich organizacji Fight Nights Global oraz M-1 Global.

## Życiorys
Urodził się w etnicznej rosyjskiej rodzinie w Chrustalnym na Ukrainie. Zaczął trenować karate kyokushin w wieku dziesięciu lat, ponieważ jego ojciec sam odnosił sukcesy w tym sporcie. W 2012 roku przeszedł na mieszanych sztuk walki.

## Osiągnięcia i nagrody

### Mieszane sztuki walki
- Gladiators FC
  - 2013: Zwycięzca turnieju Gladiators FC w wadze ciężkiej
- Fight Nights Global
  - 2018: Mistrz FNG w wadze półciężkiej
- Ultimate Fighting Championship
  - Bonus za występ wieczoru (raz) vs. Alexander Gustafsson (2022)[5]

## Lista zawodowych walk MMA
| Wynik     | Bilans | Przeciwnik (bilans przed walką) | Rozstrzygnięcie                                               | Runda | Czas | Rozgrywki                                            | Data       | Miejsce          | Uwagi                                                                         |
| --------- | ------ | ------------------------------- | ------------------------------------------------------------- | ----- | ---- | ---------------------------------------------------- | ---------- | ---------------- | ----------------------------------------------------------------------------- |
| Przegrana | 30-11  | Bogdan Guskov (17-3)            | KO (prawy sierpowy i ciosy pięściami w parterze.              | 1     | 4:18 | UFC Fight Night: Whittaker vs. de Ridder             | 26.07.2025 | Abu Zabi         |                                                                               |
| Przegrana | 30-10  | Dominick Reyes (14-4)           | KO (lewy krzyżowy)                                            | 1     | 2:24 | UFC 314                                              | 12.04.2025 | Miami            |                                                                               |
| Wygrana   | 30-9   | Ryan Spann (21-7)               | Poddanie (duszenie trójkątne rękoma)                          | 1     | 3:38 | UFC Fight Night: Yan vs. Dvalishvili                 | 11.03.2023 | Las Vegas        | Limit umowny -97 kg.                                                          |
| Wygrana   | 29-9   | Volkan Oezdemir (18-6)          | Decyzja (jednogłośna)                                         | 3     | 5:00 | UFC 280                                              | 22.10.2022 | Abu Zabi         |                                                                               |
| Wygrana   | 28-9   | Alexander Gustafsson (18-7)     | TKO (ciosy pięściami)                                         | 1     | 1:07 | UFC Fight Night: Aspinall vs. Blaydes                | 23.07.2022 | Londyn           | Bonus za występ wieczoru.                                                     |
| Przegrana | 27-9   | Paul Craig (15-4-1)             | Poddanie (duszenie trójkątne rękoma)                          | 1     | 3:57 | UFC Fight Night: Volkov vs. Aspinall                 | 19.03.2022 | Londyn           |                                                                               |
| Przegrana | 27-8   | Magomied Ankalajew (14-1)       | Decyzja (jednogłośna)                                         | 3     | 5:00 | UFC Fight Night: Rozenstruik vs. Gane                | 27.02.2021 | Las Vegas        | Co-Main Event                                                                 |
| Wygrana   | 27-7   | Johnny Walker (17-4)            | Decyzja (jednogłośna)                                         | 3     | 5:00 | UFC Fight Night: Lee vs. Oliveira                    | 14.03.2020 | Brasília         |                                                                               |
| Przegrana | 26-7   | Glover Teixeira (29-7)          | Decyzja (niejednogłośna)                                      | 3     | 5:00 | UFC Fight Night: Cowboy vs. Gaethje                  | 14.09.2019 | Vancouver        |                                                                               |
| Wygrana   | 26-6   | Ovince Saint Preux (23-12)      | Poddanie (duszenie zza pleców)                                | 2     | 2:30 | UFC 236                                              | 13.04.2019 | Atlanta          |                                                                               |
| Przegrana | 25-6   | Jan Błachowicz                  | Poddanie (duszenie d’arce)                                    | 2     | 2:41 | UFC Fight Night: Hunt vs. Oleynik                    | 15.09.2018 | Moskwa           | Powrót do UFC. Co-Main Event                                                  |
| Wygrana   | 25-5   | Fábio Maldonado (24-11)         | KO (cios)                                                     | 2     | 3:33 | Fight Nights Global 87                               | 19.05.2018 | Rostów nad Donem | Zdobył pas mistrzowski Fight Nights Global w wadze półciężkiej. Co-Main Event |
| Wygrana   | 24-5   | Emanuel Newton (27-12-1)        | KO (kolana)                                                   | 1     | 0:43 | Fight Nights Global 77                               | 13.10.2017 | Surgut           | Main Event                                                                    |
| Wygrana   | 23-5   | Maro Perak (26-7-1)             | TKO (ciosy pięściami)                                         | 2     | 0:36 | Donbass Association of Combat Sports: United Donbass | 26.04.2017 | Donieck          |                                                                               |
| Wygrana   | 22-5   | Stjepan Bekavac (19-6)          | Poddanie (duszenie zza pleców)                                | 1     | 0:53 | Fight Nights Global 68                               | 02.06.2017 | Petersburg       | Debiut w Fight Nights Global.                                                 |
| Przegrana | 21-5   | Michaił Cyrkunow (12-2)         | Poddanie (duszenie gilotynowe)                                | 1     | 4:36 | UFC 206                                              | 10.12.2016 | Toronto          |                                                                               |
| Wygrana   | 21-4   | Ed Herman (21-11)               | KO (wysokie kopnięcie na głowę)                               | 2     | 0:40 | UFC 201                                              | 30.07.2016 | Atlanta          |                                                                               |
| Wygrana   | 20-4   | Francimar Barroso (18-4)        | Poddanie (duszenie zza pleców)                                | 2     | 3:11 | UFC Fight Night: Overeem vs. Arlovski                | 08.05.2016 | Rotterdam        |                                                                               |
| Wygrana   | 19-4   | Marcos Rogério de Lima (13-2-1) | Poddanie (duszenie zza pleców)                                | 1     | 2:29 | UFC Fight Night: Holloway vs. Oliveira               | 23.08.2015 | Saskatoon        |                                                                               |
| Wygrana   | 18-4   | Stanislaw Nedkow (12-1)         | Poddanie (duszenie gilotynowe w stójce)                       | 1     | 1:24 | UFC on Fox: Gustafsson vs. Johnson                   | 24.01.2015 | Sztokholm        |                                                                               |
| Wygrana   | 17-4   | Cody Donovan (8-4)              | TKO (ciosy pięściami)                                         | 1     | 4:57 | UFC Fight Night: McGregor vs. Brandao                | 19.07.2014 | Dublin           |                                                                               |
| Przegrana | 16-4   | Ovince Saint Preux (14-5)       | Poddanie (duszenie von Flue)                                  | 1     | 1:29 | UFC 171                                              | 15.03.2014 | Dallas           | Debiut w wadze półciężkiej.                                                   |
| Wygrana   | 16-3   | Walt Harris (6-2)               | TKO (wysokie kopnięcie na głowę i ciosy pięściami w parterze) | 1     | 0:25 | UFC on Fox: Henderson vs. Thomson                    | 25.01.2014 | Chicago          |                                                                               |
| Przegrana | 15-3   | Soa Palelei (19-3)              | TKO (ciosy pięściami)                                         | 3     | 1:34 | UFC 164                                              | 31.08.2013 | Milwaukee        | Debiut w UFC.                                                                 |
| Wygrana   | 15-2   | Gabriel Tampu (0-0)             | TKO (ciosy pięściami)                                         | 1     | 4:27 | M-1 Challenge 38                                     | 09.04.2013 | Petersburg       |                                                                               |
| Przegrana | 14-2   | Vladimir Mishchenko (2-0)       | Poddanie (duszenie trójkątne rękmia)                          | 1     | 0:58 | Oplot Challenge 40                                   | 08.03.2013 | Charków          |                                                                               |
| Wygrana   | 14-1   | Julian Bogdanov (1-1)           | KO (cios)                                                     | 1     | 1:17 | Gladiators FC 2                                      | 19.01.2013 | Donieck          | Wygrał turniej Gladiators FC w wadze ciężkiej.                                |
| Wygrana   | 13-1   | Kylychbek Sarkarbaev (2-2)      | TKO (ciosy pięściami)                                         | 1     | 0:49 | Gladiators FC 2                                      | 19.01.2013 | Donieck          | Półfinał turnieju Gladiators FC w wadze ciężkiej.                             |
| Przegrana | 12-1   | Vladimir Mishchenko (0-0)       | Poddanie (duszenie trójkątne rękoma)                          | 1     | 1:47 | Oplot Challenge 22                                   | 29.12.2012 | Charków          |                                                                               |
| Wygrana   | 12-0   | Denis Simkin (0-0)              | Poddanie (americana)                                          | 1     | 0:35 | Gladiators FC 1                                      | 22.12.2012 | Donieck          |                                                                               |
| Wygrana   | 11-0   | Valery Scherbakov (1-3)         | Poddanie (klucz na stopę)                                     | 1     | 1:38 | Warriors Honor: Igor Vovchanchyn Cup                 | 09.11.2012 | Charków          |                                                                               |
| Wygrana   | 10-0   | Vladimir Gerasimchik (1-6)      | Poddanie (kimura)                                             | 1     | 1:35 | Oplot Challenge 7                                    | 20.10.2012 | Charków          |                                                                               |
| Wygrana   | 9-0    | Igor Kukurudziak (5-6)          | Poddanie (kimura)                                             | 1     | 2:47 | ECSF: Kolomyi Cup                                    | 13.10.2012 | Kołomyja         |                                                                               |
| Wygrana   | 8-0    | Viktor Smirnov (0-0)            | TKO (przerwanie przez lekarza)                                | 1     | 0:12 | ECSF: MMA Lion Cup                                   | 02.10.2012 | Lwów             |                                                                               |
| Wygrana   | 7-0    | Anatoliy Didenko (0-1)          | Poddanie (klucz na stopę)                                     | 1     | 0:29 | Oplot Challenge 4                                    | 15.09.2012 | Charków          |                                                                               |
| Wygrana   | 6-0    | Alexey Stepanov (0-0)           | Poddanie (duszenie zza pleców)                                | 1     | 0:29 | ECSF: MMA Ukraine Cup 7                              | 14.09.2012 | Donieck          |                                                                               |
| Wygrana   | 5-0    | Svyatoslav Scherbakov (0-3)     | Poddanie (dźwignia prosta na staw łokciowy)                   | 1     | 1:44 | ECSF: MMA Ukraine Cup 6                              | 26.08.2012 | Perwomajsk       |                                                                               |
| Wygrana   | 4-0    | Anatoly Didenko (0-0)           | Poddanie (duszenie zza pleców)                                | 1     | 2:08 | ECSF: MMA Ukraine Cup 5                              | 18.08.2012 | Czerkasy         |                                                                               |
| Wygrana   | 3-0    | Alexey Artemenko (0-0)          | Poddanie (duszenie gilotynowe)                                | 1     | 2:20 | Big Boys Fights                                      | 16.08.2012 | Donieck          |                                                                               |
| Wygrana   | 2-0    | Alexander Umrikhin (0-4)        | Poddanie (duszenie zza pleców)                                | 1     | 1:31 | ECSF: Cup of West Ukraine 2012                       | 10.08.2012 | Truskawiec       |                                                                               |
| Wygrana   | 1-0    | Alexander Umrikhin (0-0)        | TKO (ciosy pięściami)                                         | 1     | 0:56 | West Fight 4                                         | 27.07.2012 | Donieck          |                                                                               |

## Życie prywatne
Kryłow studiował w Donieckim Instytucie Prawa. Za swoich idoli uważał Ilję Mate, Ihora Wowczanczyna oraz Ala Capone, od którego zapożyczył swój pierwszy pseudonim i styl medialny. Przed walką z Francimarem Barroso zmienił pseudonim z „Al Capone” na „The Miner” („Górnik”), chcąc nawiązać do swojego rodzinnego Doniecka, w którym zawód górnika jest powszechny.
Kryłow publicznie deklarował poparcie dla separatyzmu w Donbasie. Oświadczył, że w przypadku uznania Ługańskiej Republiki Ludowej za niepodległe państwo, chciałby jako jeden z pierwszych uzyskać jej obywatelstwo. W czasie treningów w Kijowie nosił strój z rosyjską flagą, co – w kontekście konfliktu zbrojnego między Rosją a Ukrainą – spotkało się z krytyką ze strony członków klubu. Wkrótce po tych wydarzeniach przeniósł się do Moskwy.